# Buscher Feld
Buscher Feld ist ein Wohnplatz im Solinger Stadtteil Gräfrath. 

## Geographie
Der Wohnplatz Buscher Feld liegt am Beginn der Straße Buscher Feld südwestlich und oberhalb der Hofschaft Busch im südöstlichen Teil des Stadtteils Gräfrath, an der Grenze zum Stadtbezirk Mitte. Die über Busch verlaufende Serpentinenstraße Buscher Feld fällt zu den östlich liegenden Höfen Külf und Rathland mitunter steil ab. Nördlich liegt Ringelshäuschen, südöstlich die Ortslage Bimerich.

## Etymologie
Der Ortsname ist von der alten Hofschaft Busch abgeleitet.

## Geschichte
Der Wohnplatz entstand vermutlich in der zweiten Hälfte des 19. Jahrhunderts. Buscher Feld war zu dieser Zeit ein Ortsteil der Stadt und Bürgermeisterei Gräfrath. Im Gemeindelexikon für die Provinz Rheinland werden 1885 ein Wohnhaus mit drei Einwohnern angegeben. 1895 besitzt der Ortsteil ein Wohnhaus mit vier Einwohnern, 1905 werden ein Wohnhaus und drei Einwohner angegeben.
Mit der Städtevereinigung zu Groß-Solingen im Jahre 1929 wurde Buscher Feld ein Ortsteil Solingens. Die Ortsbezeichnung Buscher Feld setzte sich in den Folgejahren rasch für den gesamten Bereich zwischen Landhausstraße und Bimericher Straße durch. Auch die offizielle Straßenbezeichnung der Hofschaft Busch erlosch und wurde durch Buscher Feld ersetzt, diesen Namen trägt die Straße bis heute. Die ursprünglich zu dem Wohnplatz gehörenden ersten Gebäude wurden Ende des 20. Jahrhunderts abgerissen und durch einen Neubau ersetzt.